# Huang Qineng
Huang Qineng (Beihai, 24 maggio 1966) è un ex calciatore cinese, di ruolo difensore.

## Carriera

### Nazionale
Ha giocato con la nazionale cinese tre incontri nelle qualificazioni alla Coppa delle nazioni asiatiche 1992, terminate con l'accesso dei Dragoni alla Coppa, alla quale però non partecipò poiché non venne convocato.

## Statistiche

### Cronologia presenze e reti in Nazionale[2]
| Cronologia completa delle presenze e delle reti in nazionale ― Cina | Cronologia completa delle presenze e delle reti in nazionale ― Cina | Cronologia completa delle presenze e delle reti in nazionale ― Cina | Cronologia completa delle presenze e delle reti in nazionale ― Cina | Cronologia completa delle presenze e delle reti in nazionale ― Cina | Cronologia completa delle presenze e delle reti in nazionale ― Cina | Cronologia completa delle presenze e delle reti in nazionale ― Cina | Cronologia completa delle presenze e delle reti in nazionale ― Cina |
| Data                                                                | Città                                                               | In casa                                                             | Risultato                                                           | Ospiti                                                              | Competizione                                                        | Reti                                                                | Note                                                                |
| ------------------------------------------------------------------- | ------------------------------------------------------------------- | ------------------------------------------------------------------- | ------------------------------------------------------------------- | ------------------------------------------------------------------- | ------------------------------------------------------------------- | ------------------------------------------------------------------- | ------------------------------------------------------------------- |
| 20-4-1992                                                           | Singapore                                                           | Indonesia                                                           | 0 – 2                                                               | Cina                                                                | Qual. Asia 1992                                                     | -                                                                   |                                                                     |
| 23-4-1992                                                           | Singapore                                                           | Malaysia                                                            | 0 – 4                                                               | Cina                                                                | Qual. Asia 1992                                                     | -                                                                   |                                                                     |
| 26-4-1992                                                           | Singapore                                                           | Singapore                                                           | 0 – 1                                                               | Cina                                                                | Qual. Asia 1992                                                     | -                                                                   |                                                                     |
| Totale                                                              |                                                                     | Presenze                                                            | 3                                                                   |                                                                     | Reti                                                                | 0                                                                   |                                                                     |